# Левинський Володимир Петрович
Володи́мир Петро́вич Леви́нський (*8 серпня 1880 — †1953) — український вчений, публіцист, філософ.

## Життєпис
Народився у Дрогобичі. Батько Петро був сільським кравцем. Володимир Левинський закінчив гімназію у Дрогобичі та Львівський університет. Вже з гімназії довелось самому заробляти на життя. До п'ятого класу гімназії був москвофілом, відтак, під впливом ідей М. Драгоманова і радикальних писань, став, як сам висловився, українцем. У Львові Левинський брав активну участь в діяльності Української соціал-демократичної партії, налагодив її зв'язки з революційним підпіллям Росії. Був редактором газет «Воля» та «Земля і Воля» (Чернівці, 1906); у 1907—1911 рр. у Львові редагував газети «Вперед» і «Залізничник», співпрацював у місячнику УСДРП (Росії) «Наш голос», а також в газеті «Робітник». У 1912 р. виїхав до Відня, щоби скласти докторат. На початку 1913 р. «на зазив ЦК УСДРП (Росії)», як констатує сам В. Левинський, виїхав до Києва, щоб редагувати там місячник «Дзвін». Після Першої світової війни він був співробітником журналу «Нова Україна» у Празі, «Нова культура», «Нові шляхи» та інших видань у Львові.
Володимир Левинський був теоретиком у філософії.

## Про творчість Левинського
Окремими книгами і брошурами вийшли публіцистичні твори Левинського: «Що таке соціалізм?», «Хто такі українські націонал-демократи?», «Відокремлення Галичини», «Царська Росія і українська справа», «Селянство і соціал-демократія», «Початки українського соціалізму в Галичині», «Причини світової війни», «Народність і держава», «Соціалістичний Інтернаціонал і поневолені народи». У статті «Ілюзії і дійсність» (30-ті рр.) Левинський писав, що він вів «розкладову роботу проти ідеології ленінізму», особливо в журналі «Нові шляхи», «з усім розмислом, планом і систематично», і що тим він не суперечив «своїм давнішнім поглядам», а, навпаки, «був з ними в повній згоді і пропагував їх у одвертій або маскованій формі». Це зізнання Левинського було викликане розчаруванням публіциста соціалістичним експериментом, який проводився в СРСР. У статті «Колективізація селянства в Совітах» (1938 р.) Левинський виступає противником відомих і на Західній Україні примусових «соціалістичних» перетворень сільського господарства. Публіцист порівнював колективізацію з навалою Батия і з землетрусом.
1936 р. у газеті «Громадський голос» Левинський виклав своє розуміння фашизму. Фашизм він ототожнив з більшовизмом, сталінізмом. Він стверджував, що мета фашизму — «це здобуття державної влади і закріплення так званої тотальної держави, себто своєї диктатури. Дійти до державної влади спробувано і то цілком удачно більшовицьким шляхом: по-більшовицьки стало воно (міщанство, що склало соціальну базу фашизму) теж правити державою».
Володимир Левинський вважав себе «переконаним самостійником», поборником ідеї незалежної України, послідовником Михайла Драгоманова й однодумцем Володимира Винниченка. З останнім співпрацював і впродовж багатьох років листувався.
1919 р. в книжці «Соціалістичний Інтернаціонал і поневолені народи» Левинський наголошував, що «війна совітської Росії з Українською Народною Республікою» показала брехливість всіх гарних словечок про право націй на своє самовизначення, аж до відокремлення; «об'єктивно, це війна за задержання України при Росії, війна з завойовницькою метою».
Левинський відстоював суверенні права націй, але він завжди жахався теоретичних постулатів, які пропагували людиноненависництво, міжнаціональну ворожнечу. У своїх увагах до вияснення суті таких понять, як народ, нація і народність, Левинський чітко розмежовує шовінізм і націоналізм. Він пише, що під націоналізмом слід розуміти змагання поневоленого народу до здобуття власної державності, себто до здобуття такого політичного стану на своїй землі, коли народ самостійно вершить свою долю. «Об'єктивним критерієм національної неволі (різні ступені й форми її), — пише він у журналі «Нові шляхи», — є саме той факт, що не народ рішає про свої справи на своїй власній землі, а за нього рішають, що він не суб'єкт політичного права, а об'єкт... змагання до власної державності (політика) не є і не може бути ніяким злочином». Інший вигляд, за Левинським, має шовінізм. «Під цим виразом розуміємо звичайно пересадний і брязкітний патріотизм. Шовінізм може бути активний і пасивний, в обох випадках — це психологічна, недуга, що може іноді бути дуже шкідлива. Ця недуга охоплює — як членів пануючого, так і поневоленого народу».
Критикував Дмитра Донцова, про якого написав книжку «Ідеолог фашизму».